# Дуглас, Уильям, 4-й лорд Дуглас
Уильям III Смелый Дуглас (англ. William le Hardy of Douglas, ум. 1298) — 4-й лорд Дуглас после 1240, шотландский военачальник, второй сын Уильяма II Длинноногого, 3-го лорда Дугласа, и Констанции из Батейла.

## Происхождение
Уильям III происходил из шотландского рода Дугласов. В настоящее время считается, что род, возможно, имеет фламандские корни. Возможно, предки Дугласов поселились в известном во время правления Малькольма IV (1153—1165 годы) фламандском поселении в верховьях реки Клайд. Первым достоверно известным лордом Дугласом был Уильям I, который был братом (или, по другой версии, шурином) Фрескина из Кердейла, землевладельца в Морее. Не позднее 1177 года он получил владения в долине реки Дуглас Уотер. Поскольку семейная традиция связывает родоначальника Дугласов с восстанием Дональда Бана, то, вероятно, Уильям был одним из вассалов лорда Галлоуэя и сопровождал его в походе против Дональда Бана. Нет документальных свидетельств, которые подтверждают активное участие Уильяма в подавлении восстания, но после 1187 года Дугласы появляются в поле зрения источников.
От двух внуков Уильяма I пошли 2 ветви рода. Уильям II Длинноногий унаследовал родовые владения и титул лорда Дугласа, от второго же сына, Эндрю — второстепенная ветвь, из которой произошли Дугласы из Лотиана или из Далкита, а позже — графы Мортон.
Уильям II Дуглас был женат дважды. От первого брака с неизвестной по имени женой он оставил сына Хьюго, и дочь Вильельму. Неизвестно, пережил ли Хьюго отца, но наследников он не оставил. Второй женой Уильяма II была Констанция (умерла после 20 октября 1274), происхождение которой неизвестно. В этом браке родился Уильям III, ставший наследником отца.

## Биография

### Молодые годы
Впервые Уильям упоминается в 1256 году, когда он участвовал в судебном разбирательстве, проходившем в английском городе Ньюкасл-апон-Тайн. Отец Уильяма Смелого — Уильям Длинноногий, владевший благодаря браку поместьем Фаудон в Нортумберленде, передал ему земли в Уорндоне под Запашку. Однако сюзерен Фаудона, Жильбер де Умфравиль, граф Ангус, затеял судебное разбирательство, обвинив Уильяма Длинноногого в том, что тот не платит арендную плату. Суд оправдал Уильяма Длинноногого, однако Жильбер напал на Фаудон и заключил Уильяма Длинноногого в замок Харботтл. Уильям Смелый во время этого нападения был ранен.
Уильям Длинноногий умер около 1274 года. Не совсем ясно, был ли жив в это время Хьюго, старший брат Уильяма Смелого. Хьюго упоминается 6 апреля 1259 года, когда заключил брачный контракт с Марджери Абернети. Хьюго Дуглас умер в период между 1259 и 1289 годами, не оставив наследников. В любом случае Уильям Смелый к 1289 году унаследовал отцовские владения.
В 1288 году сэр Эндрю Морей передал Уильяму Смелому Хьюго де Абернети, который участвовал в убийстве графа Файфа Дункана, одного из шести членов регентского совета. Уильям заключил Хьюго в замке Дуглас, где и умер в 1291 году, несмотря на попытки короля Англии Эдуарда I освободить его.

### Похищение Элеоноры де Лувен
В 1288 году Уильям Смелый вместе с Джоном Уишартом напали на замок Фа'сайд, который принадлежал Алану Ла Зуш, барону Ла Зуш из Эшби. В замке в это время была жена Алана, а также Элеонора де Лувен, вдова Уильяма Феррерса из Гроуби. Элеонора была правнучкой младшего из сыновей графа Лувена Готфрида III — Готфрида, который в 1196 году перебрался в Англию. Король Англии Эдуард I обеспечил Элеонору, когда она выходила замуж, значительным приданым. В число её владений входили и земли в Шотландии, куда она и приехала за арендной платой. Уильям, недавно потерявший жену, решил воспользоваться моментом и похитил Элеонору, отвезя её в замок Дуглас.
Похищение Элеоноры вызвало крайнее недовольство короля Англии Эдуарда I. Он приказал шерифу Нортумберленда конфисковать всё имущество Уильяма Дугласа в Англии, а также потребовал у членов регентского совета при малолетней королеве Шотландии арестовать Уильяма и вернуть Элеонору. Однако регенты не спешили удовлетворять запрос короля Англии. Двое из членов совета были тесно связаны с Уильямом Дугласом: Джеймс Стюарт, 5-й Верховный Стюард Шотландии, был братом его первой жены, а Александр Комин, граф Бьюкен, был шурином Элеоноры.
Однако в начале 1290 года Уильям все же оказался в руках Эдуарда I и был заключён в замок Наресборо. Но весной этого же года Элеонора отправила Эдуарду залог за мужа, после чего Уильям был отпущен. Позже Эдуард вернул Уильяму его английские владения, однако удержал некоторые из поместий Элеонор в Эссексе и Херефордшире как оплату за освобождение Уильяма.

### Борьба против Эдуарда I
Уильям Дуглас участвовал в заключении договора в Солсбери, одобрив предполагаемый брак между Маргарет, малолетней королевой Шотландии, и Эдуардом Карнавонским, наследником Эдуарда I. Также он участвовал в выработке соглашения, которое позже стало Биргамским договором. Однако осенью 1290 года умерла Маргарита. Её смерть вызвала ожесточённый спор за наследование шотландской короны, права на которую заявили 14 человек. Арбитром в споре позвали короля Эдуарда I.
В конце 1291 года Уильям Дуглас снова оказался в немилости у Эдуарда I, который велел конфисковать все его владения. Для управления ими Эдуард отправил верных ему людей.
17 ноября 1292 года Эдуард I вынес решение, по которому королём Шотландии был объявлен Джон Балиол. Новый король 10 февраля 1293 года созвал заседания парламента. Однако часть шотландской знати отказалась явиться в новый парламент. В их числе были Роберт Брюс, лорд Аннандейл, Александр, правитель Островов, Джон, граф Кайтнесс, а также Уильям Дуглас. Позже Уильям посетил второй парламент, созванный королём, однако был арестован и заключён в тюрьму, откуда был выпущен только после выплаты большого штрафа.
В 1295 году шотландская знать, недовольная неэффективным правлением короля Джона, а также постоянным вмешательством короля Англии Эдуардом I в шотландские дела, заключили союз с Францией и Норвегией, который получил название Старый союз. Уильям Дуглас был назначен губернатором Берика, который был в это время одним из важнейших торговых центров в Шотландии. После неудачной атаки шотландцев на Карлайл Эдуард I в 1296 году вторгся в Шотландию и после ряда кровопролитных атак захватил Берик, устроив в нём резню. Гарнизон замка, которым командовал Уильям Дуглас, храбро оборонялся, но в итоге принял решение сдаться на милость Эдуарда I. Эдуард отпустил гарнизон, однако Уильяма Дугласа заключил под стражу в Башню Борова в замке Берик. Его двухлетний сын был отдан под опеку шерифа Эссекса. Свободу он получил только после того, как в числе других представителей шотландской знати принёс присягу верности Эдуарду как королю Шотландии. При этом владения Уильяма Дугласа в Нортумберленде возвращены ему не были, а были переданы его давнему сопернику Жильберу де Умфравилю.
Однако верность Эдуарду Уильям Дуглас хранил недолго. В 1297 году он, в отличие от многих других шотландских магнатов, присоединился к восстанию Уильяма Уоллеса. Но в июле 1297 года Уильям Дуглас был схвачен и заключен в замке Берик. Башня, в которой он находился, позже получила название Башни Дугласа. После того, как английская армия была разбита Уоллесом в битве на Стерлингском мосту, Уильяма Дугласа перевезли в Лондон, где он был заключён в Тауэре. Там Уильям и умер в 1298 году.

## Брак и дети
1-я жена: Елизавета Стюарт (ум. до 1288), дочь Александра Стюарта, 4-го Верховного Стюарда Шотландии, и Джейн Бьют. Дети:
- Джеймс Чёрный Дуглас (ок. 1286 — 25 августа 1330), 5-й лорд Дуглас с 1298 года[4].

2-я жена: ранее 28 марта 1289 Элеонора де Лувен (ум. после 3 мая 1326), дочь сэра Мэтью де Лувен из Литтл Истона и Мод Пойнтц, вдова сэра Уильяма Феррерса из Гроуби.
- Хьюго Унылый (ок. 1294 — ок. 1347), 7-й лорд Дуглас с 1330 года[4].
- Арчибальд II (до 1298 — 19 июля 1333), хранитель Шотландии и лорд Лиддесдейл с апреля 1333 года[4][6].